# 구원의 확신

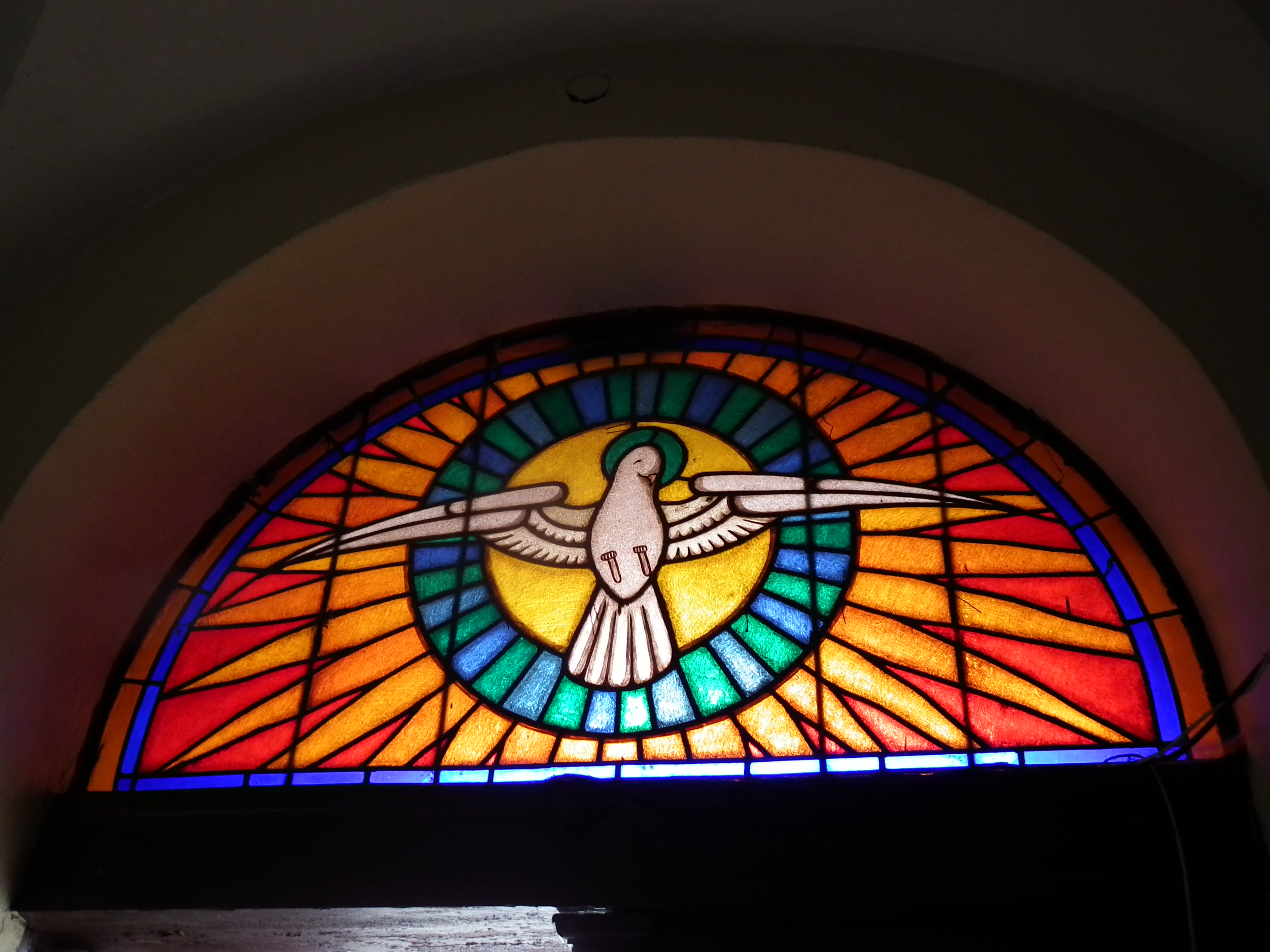
비둘기로 묘사된 성령; 확신은 존 웨슬리가 "영의 증거"라고 설명했다.

신학적 용어로서의 구원의 확신은 신자가 하나님에 대한 신뢰, 하나님의 기도 응답, 그리고 영원한 구원의 희망을 의미한다. 개신교 기독교 독트린에서 "확신"은 성령의 증거로도 알려져 있으며, 성령의 내적 증인을 통해 기독교인 제자가 자신이 칭의되었음을 알 수 있다고 확언한다. 아우구스티누스에 근거한 확신은 역사적으로 루터교회와 칼뱅주의에서 중요한 교리였으며, 이 기독교 전통들 간에 차이가 있지만 감리교회와 퀘이커교의 독특한 교리로 남아있다.

## 존 웨슬리와 감리교회
존 웨슬리는 모든 기독교인이 하나님의 용서하는 사랑에 대한 확신을 내포하는 믿음을 가지고 있으며, 그 확신, 즉 "성령의 증거"를 느낄 것이라고 믿었다. 이러한 이해는 "...너희가 입양의 영을 받았으므로, 아빠, 아버지라 부르짖느니라. 성령께서 친히 우리의 영으로 더불어 우리가 하나님의 자녀임을 증거하시나니..."(로마인들에게 보낸 편지 8:15–16, 웨슬리의 번역)라는 사도 바울로의 확언에 근거한다. 이 경험은 웨슬리에게 앨더스게이트 체험에서 자신이 하나님께 사랑받고 죄가 용서받았음을 "알았다"는 점에서 반영되었다.
"내 마음이 이상하게 뜨거워짐을 느꼈다. 나는 그리스도를, 오직 그리스도만을 구원으로 신뢰한다고 느꼈고, 그분께서 내 죄, 바로 내 죄까지도 가져가셨다는 확신이 주어졌다."—웨슬리의 일지에서.
웨슬리는 목회 초기에 확신에 대한 자신의 이해를 옹호해야 했다. 1738년, 아서 베드포드는 웨슬리의 가르침을 잘못 인용한 설교를 출판했다. 베드포드는 웨슬리가 기독교인이 구원의 상태에서 인내할 것을 확신할 수 있다고 말한 것으로 오해했는데, 이는 칼뱅주의적 견해이다.
1738년 9월 28일자 편지에서 웨슬리는 이렇게 썼다. "내가 말하는 확신은 구원의 확신이라고 부르기보다 (성경과 함께) 믿음의 확신이라고 부르고 싶다. ...[이것은] 믿음의 본질이 아니라, 성령의 별개의 선물이며, 이로써 하나님께서 자신의 사역에 빛을 비추시고 우리가 그리스도 안에서 믿음으로 의롭다 함을 받았음을 보여주신다. ...'온전한 믿음의 확신'(히브리인 10.22)은 '희망, 또는 성령에 의해 우리 안에 이루어진 확신, 즉 우리가 그리스도 안에서 참된 믿음을 어느 정도 가지고 있다는 것'에 다름 아니다."
감리교인들이 가르치는 온전한 믿음의 확신은 거듭나고 온전히 성화된 사람에게 주어지는 성령의 증거이다. 이 온전한 믿음의 확신은 "마음이 이제 사랑 안에서 완전해졌으므로 모든 의심과 두려움을 배제한다"고 한다. 이는 요한일서 4장 18절("사랑 안에는 두려움이 없고 온전한 사랑이 두려움을 내어쫓나니 두려움에는 고통이 있음이라 두려워하는 자는 사랑 안에서 온전히 이루지 못하였느니라")에 대한 웨슬리안-아르미니우스주의적 해석과 일치한다. 존 웨슬리는 이것이 미래에 대한 확신이 아니라 신자의 현재 상태에 대한 확신임을 강조했다(감리교 신학은 죄나 믿음의 상실을 통해 배교가 일어날 수 있다고 가르친다). 신자들은 그리스도를 신뢰하고 이 삶에서 하나님의 계명을 순종함으로써 거룩함을 지속한다면, 그들이 하나님의 입양된 자녀이며 영원히 그분과 함께할 것임을 확신할 수 있다.
보수적 성결 운동 전통의 감리교회 교단인 필그림 나사렛 교회는 다음과 같이 가르친다.
성령의 증거는 하나님의 영이 우리의 영에게 성경의 구원 조건이 충족되었고 은혜의 역사가 영혼 안에서 완성되었음을 즉각적이고 직접적으로 확신시켜 주는 영혼에 새겨진 내적 인상이다(로마서 8:16). 그러므로 성령은 죄인의 구원과 신자의 성화를 모두 증거하신다(히브리서 10:14-15; 요한일서 5:10).

또 다른 감리교단인 임마누엘 협회 교회는 다음과 같이 명시한다.
성령의 증거는 영혼에 새겨진 내적 인상으로, 하나님의 영이 우리의 영에게 성경의 구원 조건이 충족되었고 은혜의 역사가 영혼 안에서 완성되었음을 즉각적이고 직접적으로 확신시켜 준다(로마서 8:15, 16). 그러므로 아무도 하나님의 영이 그분의 증거를 더하기 전에는 자신이 구원받았거나 성화되었다고 생각해서는 안 된다(요한일서 5:10). 그리고 우리가 하느님과 동행하고 성령을 슬프게 하지 않도록 주의하면, 우리는 영원히 지속되는 증거를 갖게 될 것이다(에베소서 4:30).

## 퀘이커교
성결 퀘이커 교단인 중앙 연례 친우회는 거듭남과 완전의 경험과 관련하여 "하나님의 영은 거듭난 각 사람에게 자신이 진정으로 하나님의 자녀임을 내적으로 증거하고, 진정으로 성화된 각 사람에게 자신이 온전히 성화되었음을 증거한다"고 가르친다. 퀘이커교도들은 "성령의 증거는 구하고 믿는 영혼의 내면적 의식에 하나님께서 그가 하나님으로부터 바라던 것을 받았고, 하나님께서 기도를 들으시고 그분의 은혜의 역사를 마음속에 이루셨음을 성령을 통해 전달하고 확신시켜 주는 것에 불과하다(롬 8:16; 요일 5:14, 15)"고 주장한다.

## 침례교회
침례교는 "사람이 주 예수 그리스도의 복음(죽음, 매장, 부활)을 믿고 주의 이름을 부를 때 거듭난다"고 가르친다. 침례교의 가르침에 따르면, 거듭난 사람들은 "성령이 그들에게 증거하시기 때문에 자신이 하나님의 자녀임을 안다".

## 루터교회

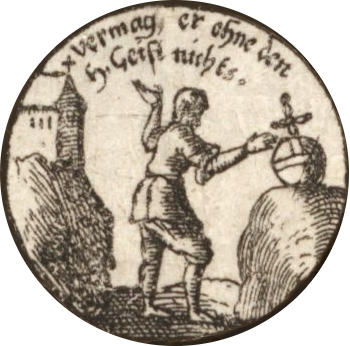
...인간의 의지는 시민적 의로움을 선택하고 이성에 속하는 일을 할 약간의 자유를 가지고 있다. 그러나 성령 없이는 하나님의 의로움, 즉 영적 의로움을 이룰 능력이 없다...—아우크스부르크 신앙고백, 제18조: 자유의지

루터교회는 독력주의를 받아들여 구원은 오직 하나님에 의해 이루어지며, 타락한 상태의 인간이 영적 문제에 대해 자유의지를 가지고 있다는 가르침을 거부한다. 루터교인들은 인간이 시민적 의로움에 대해서는 자유의지를 가지고 있지만, 성령 없이는 영적 의로움을 이룰 수 없다고 믿는데, 이는 마음의 의로움이 성령 없이 이루어질 수 없기 때문이다. 루터교인들은 선택받은 자들이 구원받도록 예정되었다고 믿는다. 루터교에 따르면, 기독교인들은 자신들이 예정된 자들 가운데 있음을 확신해야 한다. 루터교인들은 예수만을 신뢰하는 모든 이가 구원을 확신할 수 있다고 믿는데, 그들의 확신은 그리스도의 사역과 약속에 달려 있기 때문이다.
“우리는 또한 진정으로 믿고 참으로 거듭난 사람들이 무덤에 이르기까지 많은 약함과 단점을 가지고 있지만, 믿음을 통해 그들에게 의롭다고 여겨지는 의로움이나 그들의 영혼의 구원에 대해 의심할 이유가 없으며, 그리스도를 위하여, 거룩한 복음의 약속과 말씀에 근거하여, 그들이 은혜로운 하나님을 가지고 있음을 확실히 여겨야 한다고 믿고, 가르치며, 고백한다.” (FC, 요약, 제3조. 의로움. 태퍼트 p 474)

{{그러나 루터교인들은 예정론을 그리스도의 고난, 죽음, 부활이 아니라 구원의 근원으로 삼는 이들과 의견을 달리한다. 개혁주의자들과 달리 루터교인들은 저주에 대한 예정론을 믿지 않는다. 대신 루터교인들은 영원한 저주가 불신자의 죄, 죄 용서 거부, 불신앙의 결과이며, 이 모든 것은 하나님께서 불신자의 생애 동안 긍정적으로 개입하지 않기로 선택하실 때 발생한다고 가르친다. 기독교인의 중심적이고 최종적인 희망은 사도신경에서 고백된 "몸의 부활과 영원한 생명"이지만, 루터교인들은 또한 죽음 시에 기독교인의 영혼이 즉시 천국의 예수의 임재 속으로 들어간다고 가르친다. 거기서 그들은 육체적 부활과 마지막 날에 있을 예수의 재림을 기다린다.

## 개혁주의
칼뱅주의는 확신 교리에 대한 논쟁을 겪어왔지만, 많은 이들은 신자들이 특히 성령의 역사와 삶의 특징을 통해 구원의 확신을 가질 수 있다고 가르친다. 참된 믿음에서 선한 행위가 필연적으로 나온다는 생각 때문에, 삶에서 믿음의 증거를 관찰함으로써 확신을 얻을 수 있다는 것을 실천적 삼단논법이라고 한다. 만약 그들이 하나님의 약속을 믿고 하나님의 명령에 따라 살고자 한다면, 기쁜 마음으로 행한 선한 일들은 의심에 대항하여 구원의 확신을 강화할 수 있는 증거를 제공한다. 그러나 이 확신은 구원의 필연적인 결과가 아니며, 그러한 확신은 흔들릴 수도 있고 강화될 수도 있다.
웨스트민스터 신앙고백은 확신이 도달 가능하지만, 기다림이 길 수 있음을 확언한다.
...무오한 확신은 믿음의 본질에 속하지 않아 참된 신자도 그것을 누리기 전에 오랫동안 기다리며 많은 어려움과 씨름할 수 있다. 그러나 성령의 능력으로 하나님께서 그에게 거저 주신 것들을 알게 되어, 특별한 계시 없이도 일반적인 수단을 올바르게 사용하여 그 확신에 도달할 수 있다. 그러므로 모든 사람은 자신의 부르심과 선택을 확실히 하기 위해 모든 노력을 기울여야 한다. 그리하여 그의 마음이 성령 안에서 평화와 기쁨으로, 하나님에 대한 사랑과 감사로, 그리고 순종의 의무를 수행하는 데 있어서 힘과 활력으로 충만해질 것이다. 이것들이 이 확신의 올바른 열매이기 때문이다...
또한, 예정에 관한 아우구스티누스적 은혜 교리는 개혁 교회에서 주로 신자들에게 구원의 확신을 주기 위해 가르쳐진다. 왜냐하면 칼뱅주의 교리는 구원이 받는 자의 선택, 행위, 감정과 상관없이 전적으로 하나님의 주권적인 선물임을 강조하기 때문이다(성도의 견인 참조).
개혁주의 신학 내의 한 집단인 마로우 형제들은 확신이 복음에 근거해야 한다고 가르쳤지만, 그들의 반대자들은 확신에서 인간적 요소를 강조했다.

## 재세례파
보수적인 메노나이트 및 신질서 아미쉬 공동체에 속한 재세례파는 확신에 대한 믿음을 가르친다—"땅에 있는 동안 자신의 영혼 상태를 알 수 있다". 이는 구원에 대한 "살아있는 소망"을 가르치는 구질서 아미쉬의 이해와는 다르다. 예수에 대한 순종과 십계명을 주의 깊게 지키는 것, 그리고 서로 사랑하고 다른 사람들과 평화롭게 지내는 것은 "구원받은 자의 특징"으로 간주된다.

## 가톨릭 가르침의 유사성
로마 가톨릭교회는 칼뱅주의에서 가정하는 최종 구원에 대한 무오한 확신은 일반적인 경험이 아니라고 가르친다. 이는 트리엔트 공의회 6차 회의 16조에 나타나 있다.
"만일 누구든지 특별한 계시로써 배우지 않고도 끝까지 인내하는 그 큰 은사를 절대적이고 무오한 확실성으로 받을 것이라고 말한다면, 그는 파문될지어다."
저명한 가톨릭 변증가 로버트 순제니스는 구원 확신에 대한 개혁주의 교리를 비판하며, 이 교리가 역사적인 개신교 교리인 오직 믿음과 관련하여 겪는 복잡성을 지적한다.
개혁주의 입장에 부담이 가는데, 왜냐하면 [그것은] 사람이 일생 동안 믿음으로 의롭다 함을 받았다고 생각하며 살다가, 하느님의 심판대 앞에 서게 되었을 때, 자신의 믿음을 의롭다 함을 받을 만한 자격으로 만드는 행위가 없었음을 알게 되어, 하느님께서 그에게 "미안하지만, 너는 애초에 의롭다 함을 받은 적이 없다"고 말씀하실 수 있다고 말하기 때문이다. 그러므로 공포의 구름 아래 사는 사람이 있다면, 바로 개혁주의 입장이다. 왜냐하면 그는 자신이 의롭다 함을 받기 위해 필요한 믿음에 합당한 행위를 했는지 결코 알지 못하기 때문이다. 그리고 이것은 특히 중요하다. 왜냐하면 개혁주의 입장은 행위가 나의 의롭다 함을 얻는 믿음에 결코 들어갈 수 없다고 말하기 때문이다. 행위는 모두 성화에 속하기 때문이다. 그러므로 만약 행위가 의롭다 함을 받기 위해 필요한 믿음에 결코 들어갈 수 없다면, 어떻게 그것들이 의롭다 함을 받기 위해 필요한 믿음에 합당한 자격을 부여할 수 있겠는가? 그래서 그는 이제 이중 딜레마에 빠진다.

가톨릭 신자들은 사도 바울로에게 (고린도후서 12:9) 신앙의 확실성이 주어졌음을 인정하며, 성모 마리아 또한 그러한 확실성을 가졌을 것이라고 추측한다. 그러나 인간이신 예수 그리스도는 이미 알고 있었으므로 믿을 필요가 없었다. 루트비히 오트는 용서받지 못한 대죄를 의식하지 않는다는 이유로 성화 은총을 받았다는 높은 도덕적, 인간적 확실성이 가능하지만, 결코 신적 확실성으로 믿는 신앙은 아니라고 주장한다. 그리고 어느 정도의 확률로 예정의 긍정적인 표징을 찾을 수 있지만, 그것이 부족하다고 해서 타락의 표징이 되는 것은 아니다. 그는 팔복에서 권장되는 덕목들의 지속적인 실천, 영성체 자주 영하기, 적극적인 사랑, 그리스도와 교회에 대한 사랑, 그리고 복되신 동정 마리아께 대한 봉헌을 나열한다. 더욱이, 그리고 특히, 가톨릭 신자는 영원한 구원에 대한 확실한 희망을 가질 수 있고 가져야 하는데, 이는 이미 받은 은혜에 주로 의존하기보다, 하나님의 전능과 자비에 의한 장래의 용서에 달려 있다. 요점은 아무리 확실하더라도 그 희망은 고유한 이름을 유지해야 하며 신앙과 혼동되어서는 안 된다는 것이다. 만일 죄를 지으려는 결심과 함께 이 희망이 추정에 빠질 위험이 있다면 그러하다.
가톨릭 전통에서 확신 교리에 가까운 것은 최종 인내의 교리였다. 성금요일 성전 준수가 때때로 최종 인내를 위한 수단으로 가르쳐지기도 했다.

## 같이 보기
- 성도의 견인

## 더 읽을거리
- Lochman, Jan Milič (1999), 〈Assurance of Salvation〉,   Fahlbusch, Erwin, 《Encyclopedia of Christianity》 1, Grand Rapids, Michigan: William B. Eerdmans, 146–147쪽, ISBN 0802824137